# C.T. Vivian
Cordy Tindell Vivian, född 30 juli 1924 i  Boonville, Missouri, död 17 juli 2020 i Atlanta, Georgia var en amerikansk pastor, författare och medborgarrättskämpe. Han stod Martin Luther King nära under Medborgarrättsrörelsen i USA 1955–1968.